# Пас-де-ла-Каса (футбольный клуб)
«Пас-де-ла-Каса» (кат. Futbol Club Pas de la Casa) — андоррский футбольный клуб из одноимённого города, выступающий в чемпионате Андорры. Домашние матчи проводит на стадионах Федерации футбола Андорры.

## История
Клуб был основан в 2012 году
Летом 2015 года команда заявилась для участия во Втором дивизионе Андорры. По ходу турнира команда провела 9 игр, проиграв 8 матчей и в 1 встрече сыграв вничью. Единственное набранное очко пришлось на матч против «Санта-Колома B» (2:2). В ноябре 2015 года «Пас-де-ла-Каса» снялась с розыгрыша Сегона Дивизио, а так как клуб провёл менее половины игр турнира, то её результаты были аннулированы.
В 2022 году был возрождён, и, заявившись во второй дивизион на сезон 2022/23, выиграл его и вышел в высший дивизион.
Существует также команда «Пас-де-ла-Каса» по футзалу.

## Стадион

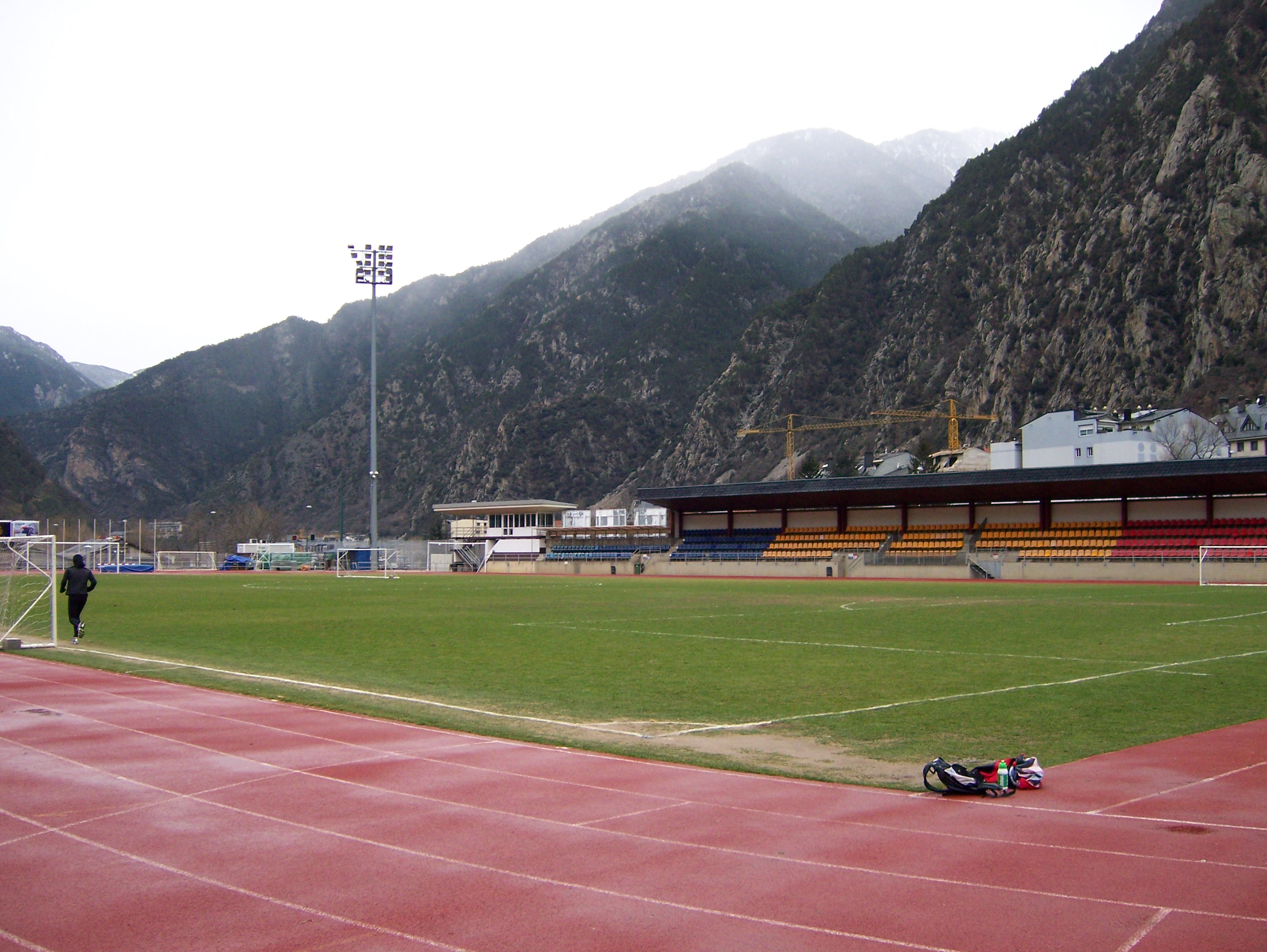
Стадион «Комуналь д’Ашоваль»

Футбольная федерация Андорры проводит матчи Примера и Сегона Дивизио на принадлежащих ей стадионах. Также федерация распределяет стадионы и поля для тренировок для каждой команды. Игры второго дивизиона Андорры проходят на стадионе «Комуналь д’Ашоваль», который расположен на юге Андорры в Сан-Жулиа-де-Лория и вмещает 899 зрителей. Иногда матчи проводятся в приграничном с Андоррой испанском городе Алас-и-Серк, на стадионе «Сентре Эспортиу д'Алас», вмещающем 1500 человек или на тренировочном поле в Ордино.

## Статистика
| Сезон   | Дивизион       | Место в чемпионате | И | В | Н | П | ГЗ | ГП | О | Кубок Андорры | Примечание      |
| ------- | -------------- | ------------------ | - | - | - | - | -- | -- | - | ------------- | --------------- |
| 2015/16 | Сегона Дивизио | 14 из 14           | 9 | 0 | 1 | 8 | 10 | 35 | 1 |               | Покинула турнир |